# رالف هيل
رالف هيل (بالإنجليزية: Ralph Hill)‏ هو محامي وسياسي أمريكي، ولد في 12 أكتوبر 1827 في مقاطعة ترمبول في الولايات المتحدة، وتوفي في 20 أغسطس 1899 في إنديانابوليس في الولايات المتحدة. حزبياً، نشط في الحزب الجمهوري. وقد انتخب عضو مجلس النواب الأمريكي.